# Charles Richter
Charles Francis Richter (Saint Clair (Ohio), 26 d'abril de 1900 – Pasadena (Califòrnia), 30 de setembre de 1985) fou un sismòleg i físic nord-americà.
Charles Richter és conegut per ser el creador de la popular escala de Richter que, fins que es va desenvolupar l'escala sismològica de magnitud de moment el 1979, havia servit per quantificar la intensitat dels terratrèmols. Aquesta escala s'ha fet tant popular, i és tant semblant a la nova, que sovint se les confon, fins i tot a la premsa no especialitzada. Inspirat en el treball del japonès Kiyoo Wadati de 1928 sobre els terratrèmols superficials i profunds, Richter va començar a aplicar la seva escala el 1935 després de desenvolupar-la en col·laboració amb el seu col·lega del California Institute of Technology, Beno Gutenberg. La frase "les escales logarítmiques són un invent del dimoni" se li atribueix a Charles Richter.

## Biografia
Va néixer a Ohio, als Estats Units, i més tard, als 16 anys, es va traslladar juntament amb la seva mare a la ciutat de Los Angeles. Va estudiar a la Universitat Stanford. L'any 1918 va començar a treballar en el seu doctorat en física teòrica a l'Institut Tecnològic de Califòrnia però abans d'acabar va rebre una oferta per treballar al Carnegie Institute de Washington. Va ser llavors que va començar a interessar-se en la sismologia. Més endavant va treballar en el nou Laboratori de Sismologia de Pasadena, sota la direcció de Beno Gutenberg. L'any 1920 va aconseguir el seu doctorat en física teòrica. No obstant això, justament per viure en una zona sísmica, va començar a interessar-se per la geologia.
Set anys més tard va formar part del laboratori sísmic del Caltech de Pasadena, a Califòrnia. Va ser allà on va començar a obsessionar-se a descobrir allò que fins llavors era un misteri: com mesurar un sisme des del seu epicentre, cosa que era necessària principalment per informar amb exactitud a la premsa.
En aquells moments ja existia l'escala de Mercalli, però aquesta només podia mesurar el sisme en el punt on es trobaven els sismògrafs. Va ser així com Charles va crear una escala que anava del 0 al 9 i que permetia mesurar de forma precisa la magnitud del sismes des del seu epicentre.
L'any 1935, Richter i Gutenberg van desenvolupar una escala per mesurar la magnitud dels terratrèmols, anomenada escala de Richter. L'any 1937 va tornar a Caltech, on va desenvolupar tota la seva carrera posterior.
Richter i Gutenberg també van treballar en la localització i la catalogació dels grans terratrèmols i els van usat per estudiar l'interior profund de la Terra. Junts van escriure un manual molt important, publicat l'any 1954, anomenat Seismicity of the Earth (Sismicitat de la Terra). Richter va escriure altres textos fonamentals de sismologia. L'any 1958 va publicar el manual Elementary Seismology (Sismologia elemental), considerat per molts com la seva principal contribució en aquest camp.
Va participar també en programes de conscienciació ciutadana i en qüestions de seguretat relacionades amb els terratrèmols, adoptant sempre una postura sensata i intentant no infondre por.
Charles Francis Richter va morir el 30 de setembre de 1985, per una insuficiència cardíaca.